# Xã Sugar Creek, Quận Clinton, Illinois
Xã Sugar Creek (tiếng Anh: Sugar Creek Township) là một xã thuộc quận Clinton, tiểu bang Illinois, Hoa Kỳ. Năm 2010, dân số của xã này là 6.184 người.